# جامع دلي باش (القعقاع بن عمرو التميمي)
جامع القعقاع بن عمرو التميمي، ويسمى جامع (دلي باش)، ويقع في مدينة كركوك في العراق، ويعتبر من مساجد العراق القديمة، وشيد المبنى في عهد الدولة العثمانية عام 1053 هـ/1643م، وبناهُ الشيخ (الملا حمود) وهو شيخ السادة الملائية، ثم في عام 1189 هـ/1775م، عمره حفيده السيد ملا أمين بن عبد الرحمن وجدد بنيانه، وتبلغ مساحة الجامع حالياً حوالي 1000م2.
وفي الجامع حرم مصلى قديم وآخر حديث، وتعلو مبنى الحرم القديم أربعة أقواس، وفي فناءه حديقة تتخللها ممرات وفيها مجالس يدرس فيها طلاب العلم. وتقام فيهِ حالياُ صلاة الجمعة وصلاة العيدين والصلوات الخمس.
وهنالك لائحة في الجامع باسماء الذين ساهموا في خدمتهِ من المشايخ والعلماء وهم:
- الشيخ ملا محمود السيد ملا عبد الغفور الحاجي (1633 - 1712)م.
- الشيخ ملا عبد الرحيم بن الشيخ ملا محمود (1712 - 1767)م.
- الشيخ ملا أمين كرده بن الشيخ ملا عبد الرحيم (1767 - 1817)م.
- الشيخ ملا علي بن الشيخ ملا أمين (1817 - 1900)م.
- الملا صبور (1900 - 1919)م.
- الشيخ الملا رفيق ابن الشيخ ملا علي (1919 - 1956)م.
- الشيخ ملا عبد الله بن الشيخ ملا رفيق (1957 - 2001)م.
- الاستاذ محمد زكي بن الشيخ ملا رفيق منذ وفاة والده عام 2001م.

ويتولى إمامة الجامع حالياً الشيخ (كامران خليل رشيد) في منصب إمام وخطيب الجامع.